# سواین، ایست رادینگ آو یورک‌شر
سواین (به انگلیسی: Swine) یک روستا و محله مدنی در بریتانیا است که در East Riding of Yorkshire واقع شده‌است. سواین ۱۳۹ نفر جمعیت دارد.